# چیپوتل
یک چیپوتل یا چیپوتل, یک فلفل هالاپینو دودی و رسیده است که برای طعم‌دهی استفاده می‌شود. این فلفل عمدتاً در آشپزی مکزیکی و غذاهای الهام‌گرفته از مکزیک، مانند غذاهای تکس-مکس و جنوب غرب ایالات متحده استفاده می‌شود. این فلفل در اشکال مختلفی مانند چیپوتل در آدوبو (پخته‌شده در سس آدوبو) وجود دارد.

## تولید
فلفل هالاپینو (Capsicum annuum) یکی از مواد اولیه بسیار رایج در آشپزی مکزیکی است. این فلفل به میزان ۷ تا ۹ کیلوگرم در سال به ازای هر نفر و عمدتاً به صورت تازه مصرف می‌شود، همچنین در اشکال مختلفی مانند ترشی، خشک و دودی نیز استفاده می‌گردد. انواع هالاپینو در اندازه و تندی متفاوت هستند. معمولاً یک کشاورز هالاپینوهای نارس و سبز را برای بازار می‌چیند. هالاپینوها بیشتر فصل سبز هستند، اما در پاییز که پایان فصل رشد است، به‌طور طبیعی رسیده و به رنگ قرمز روشن تبدیل می‌شوند. در مکزیک و ایالات متحده، بازار رو به رشدی برای هالاپینوهای قرمز رسیده (آخرین مرحله بلوغ) وجود دارد. آنها تا حد ممکن بر روی بوته نگه‌داری می‌شوند. وقتی که آنها عمیقاً قرمز شده و بخش زیادی از رطوبت خود را از دست می‌دهند، برای تهیه چیپوتل‌ها چیده می‌شوند.
دود دادن یک تکنیک رایج برای نگهداری غذا است که عطر و طعم خاصی را فراهم می‌کند و به‌طور سنتی در یک فر باز در مزرعه انجام می‌شود. فرایند دود دادن می‌تواند بر خواص ساختاری، شیمیایی و تغذیه‌ای غذا تأثیر بگذارد. علاوه بر این، نوع چوب استفاده شده در فرایند دود دادن بر روی غذای دودی تأثیر می‌گذارد. دود دادن هالاپینوها به قرن‌ها پیش برمی‌گردد و عمدتاً توسط آزتک‌ها انجام می‌شد، که تصور می‌شود فلفل‌ها را با دود دادن حفظ کرده‌اند، فرآیندی که همچنین برای گوشت‌ها استفاده می‌کردند. تولید چیپوتل شامل استفاده از چوب برای خشک کردن و دود دادن هالاپینوهای قرمز به مدت شش روز در یک دستگاه دود دهی باز است. دما بین ۶۵ تا ۷۵ درجه سانتی‌گراد حفظ می‌شود و عمدتاً از چوب گردو استفاده می‌شود.
به‌طور سنتی، فلفل‌ها به یک اتاق دودی بسته منتقل می‌شوند و بر روی مشبک‌های فلزی پخش می‌شوند، اما در سال‌های اخیر تولیدکنندگان شروع به استفاده از خشک‌کن‌های گازی بزرگ کرده‌اند. چوب در یک محفظه آتش قرار می‌گیرد و دود به اتاق بسته وارد می‌شود. هر چند ساعت یک بار، هالاپینوها هم زده می‌شوند تا دود به خوبی با آنها مخلوط شود. آنها به مدت چند روز دودی می‌شوند تا بیشتر میزان رطوبت محصول از بین برود. رطوبت درون فلفل‌های هالاپینو قرمز در طی سه روز اول به‌طور جزئی از ۸۸٪ به ۸۱٪ کاهش می‌یابد، اما در پایان فرایند خشک کردن، سطح رطوبت به مقدار نهایی ۶٪ می‌رسد. در نهایت، چیپوتل‌ها به مانند آلو یا کشمش خشک و چروکیده می‌شوند. حرارت زیرین هالاپینوها با طعم دود ترکیب می‌شود و طعمی خاص به فلفل‌های چیپوتل می‌دهد. به‌طور معمول، ده پوند هالاپینو پس از خشک شدن کامل، یک پوند چیپوتل تولید می‌کند. در سال‌های اخیر، برخی از تولیدکنندگان تجاری شروع به استفاده از خشک‌کن‌های گازی بزرگ و طعم‌دهنده‌های دود مصنوعی کرده‌اند که فرایند خشک کردن را تسریع می‌کند اما چیپوتل با طعم کمتری تولید می‌کند.
فلفل‌های دیگری نیز می‌توانند برای تهیه فلفل چیپوتل دودی و خشک شوند، مانند فلفل دلمه‌ای یا نوع سرانو، اما هالاپینوهای قرمز دودی بیشتر از همه استفاده می‌شوند.

## تاریخچه و ریشه‌شناسی
تکنیک دود دادن و خشک کردن هالاپینوها به شیوه‌های اولیه نگهداری غذا در مکزیک برمی‌گردد، حتی قبل از آزتک‌ها. نام این فلفل از کلمه ناواتل chīlpoctli به معنای 'فلفل دودی' گرفته شده است. این نوع فلفل احتمالاً توسط کریستوفر کلمب در سفرش به دنیای جدید مشاهده و به اسپانیا آورده شده است، جایی که بعدها به اروپا، هند و فراتر از آن گسترش یافت. از آنجا که فلفل‌ها دودی می‌شوند، این امر به آنها اجازه می‌دهد تا سفر طولانی خود را از چندین اقیانوس پشت سر بگذارند.

## انواع

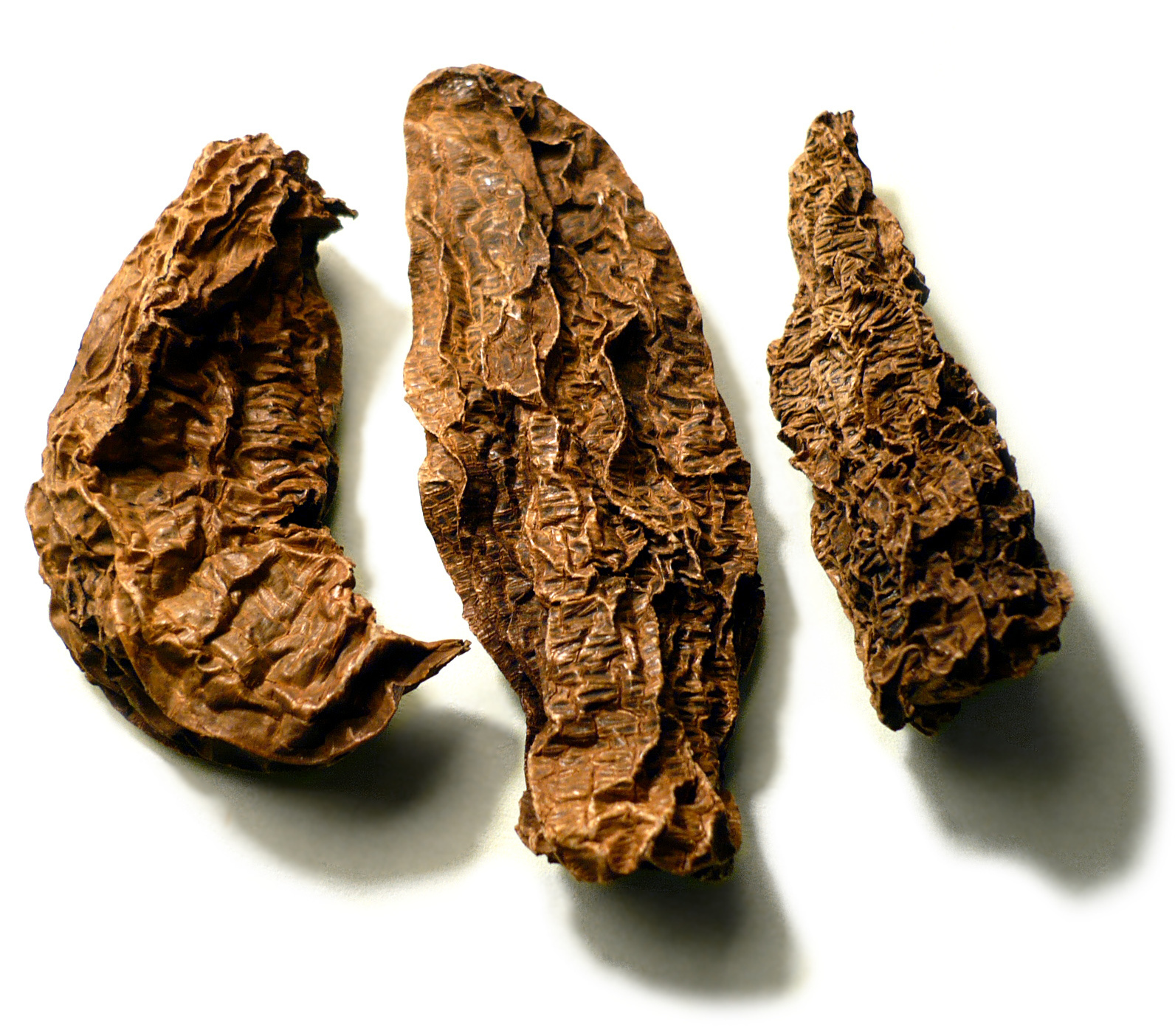
Chipotles از انواع meco

چیپوتل‌ها عمدتاً از مکزیک تأمین می‌شوند، جایی که دو نوع مختلف از این ادویه تولید می‌شود: ''موریتا''، که بیشتر در ایالات متحده یافت می‌شود، و ''مکو'' بزرگ‌تر، که عمدتاً در داخل کشور استفاده می‌شود. ''موریتا'' به معنای «توت کوچک» در اسپانیایی است و عمدتاً در ایالت چی‌واوا کشت می‌شود؛ این نوع معمولاً رنگ تیره‌تری دارد و با ظاهری قرمز-بنفش مشخص می‌شود. آنها برای مدت کمتری دودی می‌شوند و در بسیاری از فرهنگ‌ها به عنوان نوعی پایین‌تر از مکو در نظر گرفته می‌شوند. مکو، که به عنوان چیلی آهومادو یا تیپیکو نیز شناخته می‌شود، رنگ قهوه‌ای مایل به خاکستری دارد و سطحی گرد و غبارآلود دارد؛ برخی می‌گویند که شبیه ته سیگار است. این نوع فلفل معمولاً طعم دودی‌تری دارد و چیپوتل مورد علاقه بسیاری از بومیان است. آنها گاهی به عنوان چیلی ناویدنو نامیده می‌شوند زیرا برای تهیه یک غذای سنتی که در زمان کریسمس در میان مردم محلی مکزیک بسیار محبوب است، پر می‌شوند.
بیشتر چیپوتل مکو هرگز از مرز مکزیک عبور نمی‌کنند، اگرچه گاهی می‌توان آنها را در بازارهای تخصصی مکزیکی پیدا کرد.
چیپوتل گرانده یک فلفل هوچینانگو دودی است که طعم مشابهی دارد؛ با این حال، این فلفل بزرگ‌تر و قیمت بالاتری دارد. این نوع فلفل تازه در بازار به فروش می‌رسد و معمولاً سه تا چهار برابر بیشتر از هالاپینو قیمت دارد.
بسیاری از مردم این ادویه را با آناکاتو، زیره، زنجبیل، اوریگانو و پودر گوجه‌فرنگی ترکیب می‌کنند. علاوه بر این، معمولاً با غذاهای سنتی مانند سوپ لوبیا، پنیر پیمتو، سالسای توماتیلو، تاکوهای ماهی و استیک فلانک کبابی همراه می‌شود.

### اشکال چیپوتل
چیپوتل‌ها در اشکال مختلفی خریداری می‌شوند: پودر چیپوتل، تکه‌های چیپوتل، غلاف‌های چیپوتل، چیپوتل‌های کنسرو شده در سس آدوبو، پایه چیپوتل متمرکز و ماریناد گوشت چیپوتل خیس.
سس آدوبو کنسرو شده رایج‌ترین شکل در ایالات متحده است، اگرچه فرم ماریناد یا نگهدارنده غذایی آن از اسپانیا نشأت گرفته است. این ماریناد معمولاً شامل ادویه‌ها، گیاهان و سبزیجات مختلفی از جمله گوجه‌فرنگی، پیاز، فلفل‌های خشک پودر شده، سیر و سرکه است. ''چیپوکلودو''، اصطلاحی برای نگهداری چیپوتل‌ها که در مکزیک مرکزی انجام می‌شود، به معنای نگهداری در یک شیشه از ماریناد شکر قهوه‌ای و سرکه است. ''ان آدوبو'' یا ''چیپوتل‌های آدوبادو'' نام‌هایی برای چیپوتل‌های کنسرو شده طعم‌دار در سس هستند.

## مصرف
چیپوتل‌ها به بسیاری از غذاها در آشپزی مکزیکی طعم ملایم اما خاکی می‌دهند. این فلفل‌ها برای تهیه انواع سالساها استفاده می‌شوند. چیپوتل می‌تواند آسیاب شده و با سایر ادویه‌ها ترکیب شود تا یک ماریناد گوشت – آدوبو – تهیه شود. چیپوتل معمولاً به صورت پودر شده به عنوان یکی از مواد اولیه در محصولات خانگی و تجاری، از جمله برخی برندهای سس باربیکیو و سس تند و همچنین در برخی از چیلی کن کارنس و خورش‌ها استفاده می‌شود. معمولاً، زمانی که به صورت تجاری استفاده می‌شود، محصول به عنوان حاوی چیپوتل تبلیغ می‌شود.
چیپوتل‌ها تند هستند و طعم دودی خاصی دارند. گوشت آن ضخیم است، بنابراین فلفل دلمه‌ای را معمولاً به جای خام، در یک غذای آهسته‌پز استفاده می‌کنند. همچنین می‌توان آن‌ها را روی یک تابه یا تابه خشک برشته کرد تا زمانی که معطر شوند و کمی پف کنند. وقتی بیش از حد پخته شوند، می‌توانند بسیار تلخ شوند. برای برخی از سس‌های سنتی مکزیکی، فلفل دلمه ای سوخاری را قبل از پوره شدن در روغن یا گوشت خوک تفت می‌دهند. فلفل دلمه ای را نیز می‌توان در آب گرم یا آب گرم خیس کرد تا انعطاف‌پذیر شود و سپس می‌توان آن را به ظرف اضافه کرد. اشکال مختلف چیپوتل را می‌توان به سوپ، خورش و در مایع پخت گوشت اضافه کرد. آنها همچنین می‌توانند با لوبیا، مخلوط سبزیجات ترشی، تخم مرغ همزده، یا چیلاکی همراه باشند. همچنین می‌توان آنها را پر کرد، پخت و به کیک یا براونی اضافه کرد.
چیپوتل‌ها تند و دارای طعم دودی متمایزی هستند. گوشت آنها ضخیم است، بنابراین معمولاً به‌صورت خام مصرف نشده و در غذاهای آرام‌پز استفاده می‌شوند. همچنین می‌توان آنها را به آرامی روی یک تابه خشک تفت داد تا عطر آنها آزاد شود و کمی متورم شوند. اگر بیش از حد پخته شوند، می‌توانند بسیار تلخ شوند. برای برخی از سس‌های سنتی مکزیکی، فلفل‌های تفت داده شده در روغن یا چربی قبل از پوره شدن سرخ می‌شوند. همچنین می‌توان فلفل‌ها را در آب گرم یا آبگوشت خیس کرد تا نرم شوند و سپس به غذا اضافه شوند. اشکال مختلف چیپوتل می‌توانند به سوپ‌ها، خورش‌ها و مایعات پخت گوشت اضافه شوند. آنها همچنین می‌توانند همراه با لوبیا، مخلوط سبزیجات ترشی، تخم‌مرغ‌های همزده یا چیلاکیلس سرو شوند. همچنین می‌توانند پر شده، پخته شوند و به کیک یا براونی اضافه شوند.

## ارزش غذایی
| داده‌های تغذیه ای در ۱۰۰ گرم (۳٫۵ اونس) | داده‌های تغذیه ای در ۱۰۰ گرم (۳٫۵ اونس) |
| -------------------------------------- | -------------------------------------- |
| انرژی                                  | ۱۳۵۵ کیلوژول / ۳۲۴ کیلو کالری          |
| کربوهیدرات‌ها                           | ۶۹٫۸۶ گرم                              |
| قندها                                  | ۴۱٫۰۶ گرم                              |
| فیبر                                   | ۲۸٫۷ گرم                               |
| چربی                                   | ۴٫۳۶ گرم                               |
| پروتئین                                | ۱۰٫۵۸ گرم                              |
| ویتامین‌ها                              |                                        |
| ویتامین A, IU                          | 26488 IU                               |
| ویتامین A, RAE                         | 1324 msg_RAE                           |
| ویتامین B (فولات)                      | ۵۱ میکروگرم                            |
| ویتامین B3 (نیاسین)                    | ۸٫۶۶۹ میلی‌گرم                          |
| ویتامین B 6                            | ۰٫۸۱۰ میلی‌گرم                          |
| ویتامین C (اسید اسکوربیک کل)           | ۳۱٫۴ میلی‌گرم                           |
| ویتامین E (آلفا توکوفرول)              | ۳٫۱۴ میلی‌گرم                           |
| ویتامین K (فیلوکینون)                  | ۱۰۸٫۲ میکروگرم                         |
| مواد معدنی                             |                                        |
| کلسیم                                  | ۴۵ میلی‌گرم                             |
| مس                                     | ۰٫۲۲۸ میلی‌گرم                          |
| آهن                                    | ۶٫۰۴ میلی‌گرم                           |
| منیزیم                                 | ۸۸ میلی‌گرم                             |
| منگنز                                  | ۰٫۸۲۱ میلی‌گرم                          |
| فسفر                                   | ۱۵۹ میلی‌گرم                            |
| پتاسیم                                 | ۱۸۷۰ میلی‌گرم                           |
| سدیم                                   | ۹۱ میلی‌گرم                             |
| روی                                    | ۱٫۰۲ میلی‌گرم                           |
| سایر اجزای تشکیل دهنده                 |                                        |
| آب                                     | ۷٫۱۵ گرم                               |